# Кромбек білобровий
Кромбек білобровий (Sylvietta leucophrys) — вид горобцеподібних птахів родини Macrosphenidae.

## Поширення
Вид поширений на сході ДР Конго, в Уганді, Кенії та на заході Танзанії. Живе у тропічних та субтропічних дощових рівнинних лісах та скребах.

## Опис
Дрібний птах, завдовжки 9-10 см.

## Спосіб життя
Живиться комахами та іншими дрібними членистоногими.

## Підвиди
- Sylvietta leucophrys leucophrys Sharpe, 1891
- Sylvietta leucophrys chloronota Hartert, 1920
- Sylvietta leucophrys chapini Schouteden, 1947